# Бе-12
Бе-12 «Чайка» (виріб «Е», за кодифікацією НАТО: Mail) — протичовновий літак-амфібія.
У жовтні 1960 р. літак здійснив перший політ, а з 1963 р. став поступати на озброєння авіації ВМФ. Створений у ДКБ Берієва. Машина була призначена для заміни Бе-6. На літаку-амфібії встановлений комплект цільового обладнання, що дозволяє вести пошук і боротьбу проти підводних човнів супротивника.
За час експлуатації на літаках Бе-12 встановлено 46 світових рекордів.

## Історія
Бе-12 став наступником гідроплану Бе-6, основним призначенням якого була боротьба проти підводних човнів та патрулювання на морі. Попри деяку схожість з Бе-6, у Бе-12 запозичено лише крило типу «чайка» та вертикальний стабілізатор. Також Бе-12 мав турбогвинтові двигуни, що додало швидкості та дальності польоту в порівнянні з Бе-6. Бе-12 має висувні шасі, що дозволяє виконувати посадку і на звичайні аеродроми на суходолі.
Перший політ Бе-12 відбувся 18 жовтня 1960 р. на аеродромі в Таганрозі, а показаний громадськості був на святкуваннях дня авіації в 1961 р. на авіадромі Тушино. Всього виготовили 150 одиниць різних модифікацій.

### Використання

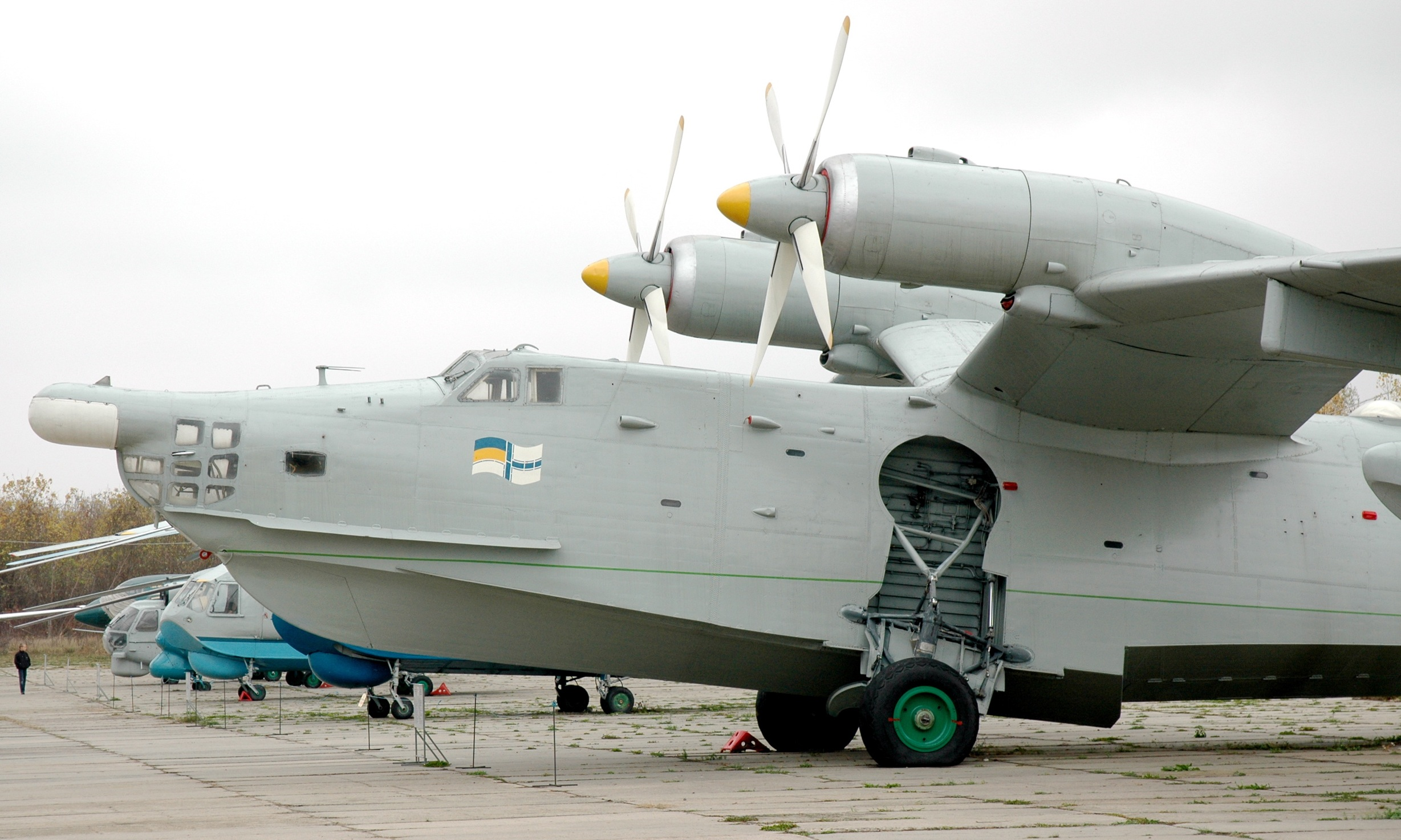
Бе-12 у Державному музеї авіації в Києві

Бе-12 поступив на службу авіації радянського ВМФ на початку 1960-тих для здійснення патрулювання на морі, та залишається одним з небагатьох гідропланів, що досі перебувають на службі. Коли американські підводні човни отримали можливість запускати ракети на більшій відстані від берега, задачі літака став пошук та допомога (Бе-12ПС).
Після розпаду Радянського Союзу, деякі літаки були модифіковані у протипожежні танкери для гасіння лісових пожеж. Обладнання Бе-200 було випробувано спочатку на модифікованому Бе-12П. Після встановлення протипожежного обладнання, цей літак отримав боротовий номер RA-00046 та модифікацію Бе-12П-200. На ньому також були випробувані протипожежні операції, які мав виконувати Бе-200.

## Характеристики
Основні характеристики
- Екіпаж: четверо
- Довжина: 30.11 м
- Висота: 7.94 м
- Розмах крила: 29.84 м

- Площа крила: 99.0 м²
- Маса порожнього: 24 000 кг
- Маса спорядженого: 29 500 кг
- Максимальна злітна маса: 36 000 кг
- Корисне навантаження: 298 кг/м²
- Силова установка: 2 × турбогвинтовий ТВД АИ-20Д  5180 ( 3864)

Льотні характеристики
- Максимальна швидкість: 530 км/год (290 вузлів)
- Крейсерська швидкість: 320 км/год
- Практична дальність: 3300 км

Озброєння
- Бойове навантаження: * 1500 кг на зовнішніх підвісках, зокрема авіабомб, глибинних бомб, та торпед

## Модифікації

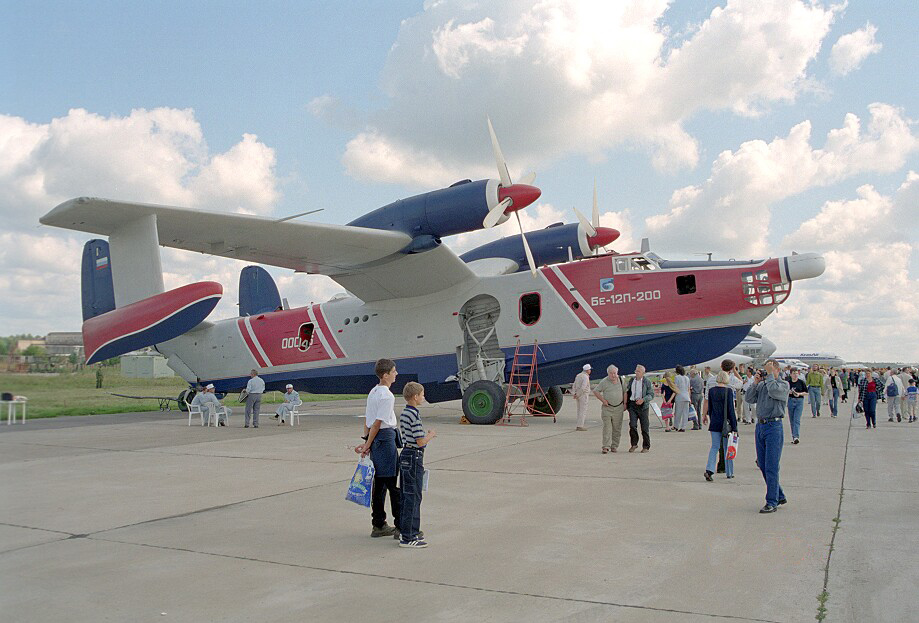
Бе-12П-200, 2011 р.

- Бе-12Н (виріб «ЕН») — модифікація з ППС Нарцисс-12.
- Бе-12СК (виріб «ЕСК») — модифікація, може нести ядерний боєприпас 5Ф-48 «Скальп».
- Бе-12ПС (виріб «ЗЕ») — пошуково-рятувальний варіант.
- Бе-12П (виріб «ЕП») — протипожежна модифікація.
- Бе-12П-200 — сучасна версія Бе-12П.
- Бе-14 (виріб «ЕПС») — модифікація для пошуку та порятунку екіпажей літаків, що зазнали катастрофи над морем, та надання допомоги екіпажам кораблів та човнів, що потерпають від аварії на морі (побудований в єдиному екземплярі).

## Аварії та катастрофи
| Дата              | Бортовий номер | Місце катастрофи                                                  | Жертви | Стислий опис |
| ----------------- | -------------- | ----------------------------------------------------------------- | ------ | --- |
| 24 листопада 1961 | 12             | Українська РСР поблизу Жданова                                    | 3/5    | Випробувальний польот. Помилка екіпажу |
| 25 вересня 1968   | невідомо       | Камчатська область, сопка Авачинська, Петропавловськ-Камчатського | 4/4    | помилка служб УВД |
| 01 жовтня 1970    | 61             | Українська РСР, поблизу озера Донузлав                            | 4/4    | Ймовірна причина — зіткнення з птахами. |
| 03 липня 1971     | невідомо       | а/д Леонидово                                                     | 1/4    | Під час руління командир, не переконавшись в працездатності управління хвостовим колесом, виконав поворот на 180°. Літак зіштовхнувся з іншим Бе-12, що стояв поблизу. Обидва літаки згоріли. Штурман і помічник командира корабля отримали опіки. ПКК потім загинув в шпиталі. |
| 20 липня 1972     | 29             | центральна частина Чорного моря                                   | 4/5    | Літак носовою частиною зіштовхнувся з напівзатопленим предметом, отримав пробоїну передньої кабіни, яка напором води зруйнувалась. Літак перекинувся. Один з членів екіпажу зміг вибратись та пізніше був підібраний на корабель. |
| 09 серпня 1974    | невідомо       | Чорне море, поблизу півострова Крим                               | 5/5    | Відмова лівого двигуна через конструктивно-виробничих недоліків під час розвороту на висоті 300 м. |
| 04 вересня 1975   | 34             | Українська РСР, Бердянськ                                         | 0/6    | Після злету та правого розвороту екіпаж виявив заклинювання лівого елерона. Літак увійшов у правий крен та спроби виходу з нього завершились невдачею. По спіралі екіпаж набрав висоту близько 1500 м. Через 50-55 хвилин польоту було ухвалене рішення покинути літак. Весь екіпаж та курсант покинули борт з парашутами та вдало приземлилися. Літак, не виходячи з крену, зіткнувся з землею та вибухнув. |
| 14 червня 1982    | 32             | Азовське море, 10-12 км від коси Обіточна                         | 2/4    | Помилка екіпажу, відмова техніки |
| 12 жовтня 2012    | 18             | Аеродром Кача на західному узбережжі Криму, на ВПП                | 3/4    | Навчально-тренувальний польот. Відмова одного з двигунів при заході на посадку. |

## На озброєнні

### Стоїть на озброєнні
Росія:
- Морська авіація ВМФ РФ — 5 Бе-12 (+24 на збереженні), станом на 2012 рік[6]

 Україна:
- Морська авіація ВМС України — 4 Бе-12 (+3 на збереженні), станом на 2012 рік[6]

### Стояв на озброєнні
Єгипет
- ВПС Єгипту мали два або три Бе-12 в 1970-ті, якими керували радянські льотчики, для розвідки та стеження за Шостим флотом ВМС США в Середземному морі.[7]

 СРСР:
- Морська авіація ВМФ СРСР — 141 (за весь час)[6]

 В'єтнам:
- ВПС В'єтнаму — 4 (за весь час)[6]

## Збереглись
| Тип    | Бортовий номер | Місцезнаходження                              | Зображення                                     |
| ------ | -------------- | --------------------------------------------- | ---------------------------------------------- |
| Бе-12  | 74             | Луганський авіаційно-технічний музей, Україна |                                                |
| Бе-12П | RA-00041       | Таганрозький музей авіаційної техніки, Росія  | [Архівовано 30 жовтня 2012 у Wayback Machine.] |
| Бе-12  | 35             | Державний музей авіації України               |                                                |
| Бе-12  | 25             | Центральний музей Військово-повітряних сил РФ |                                                |

## Галерея

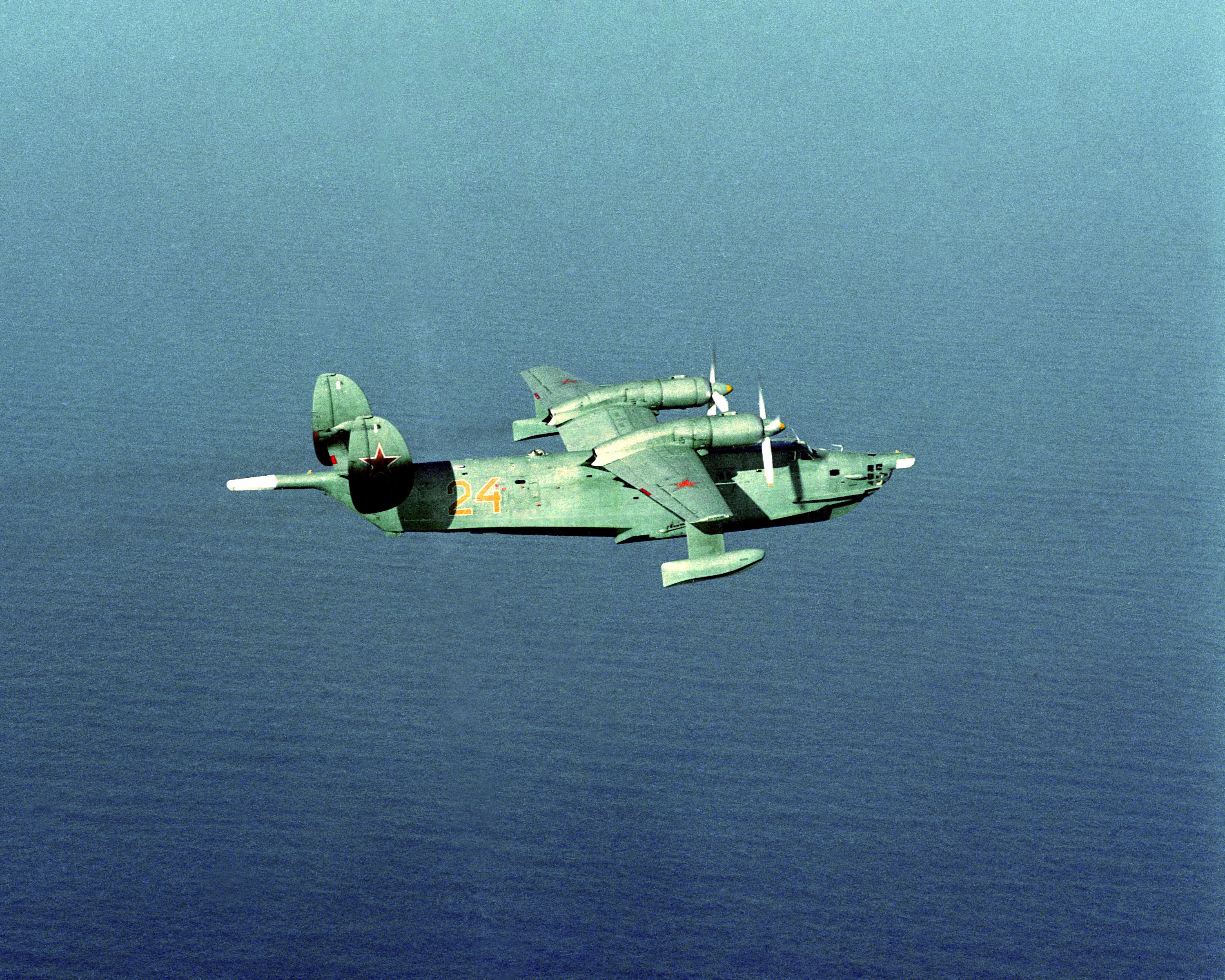
Бе-12 морської авіації ВМФ СРСР, 1990 рік.
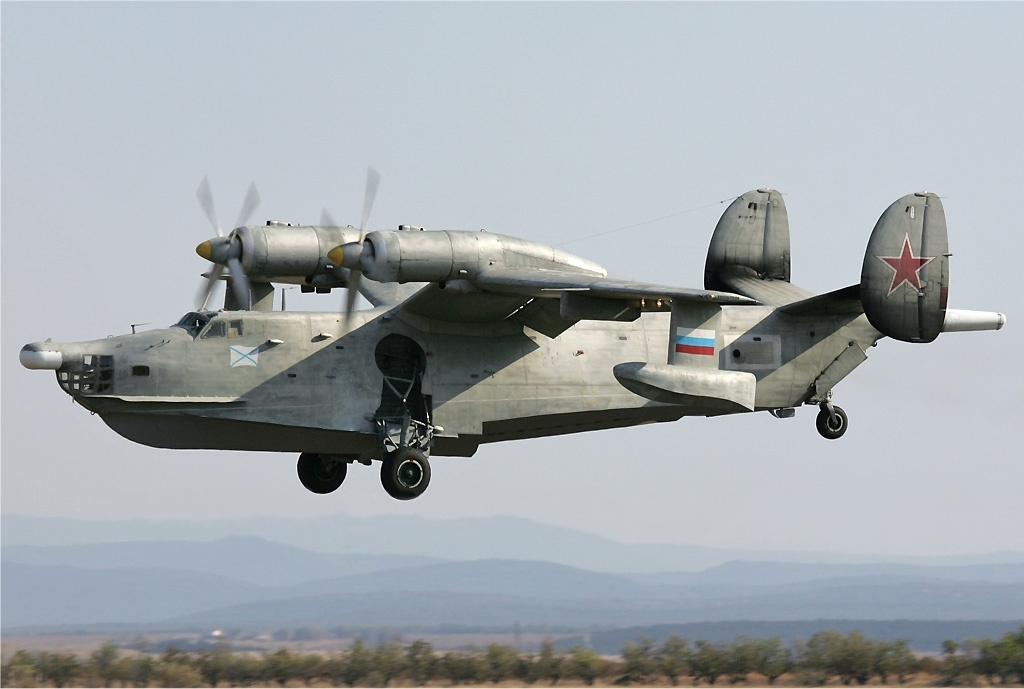
Бе-12 морської авіації ВМФ Росії, 2009 рік.
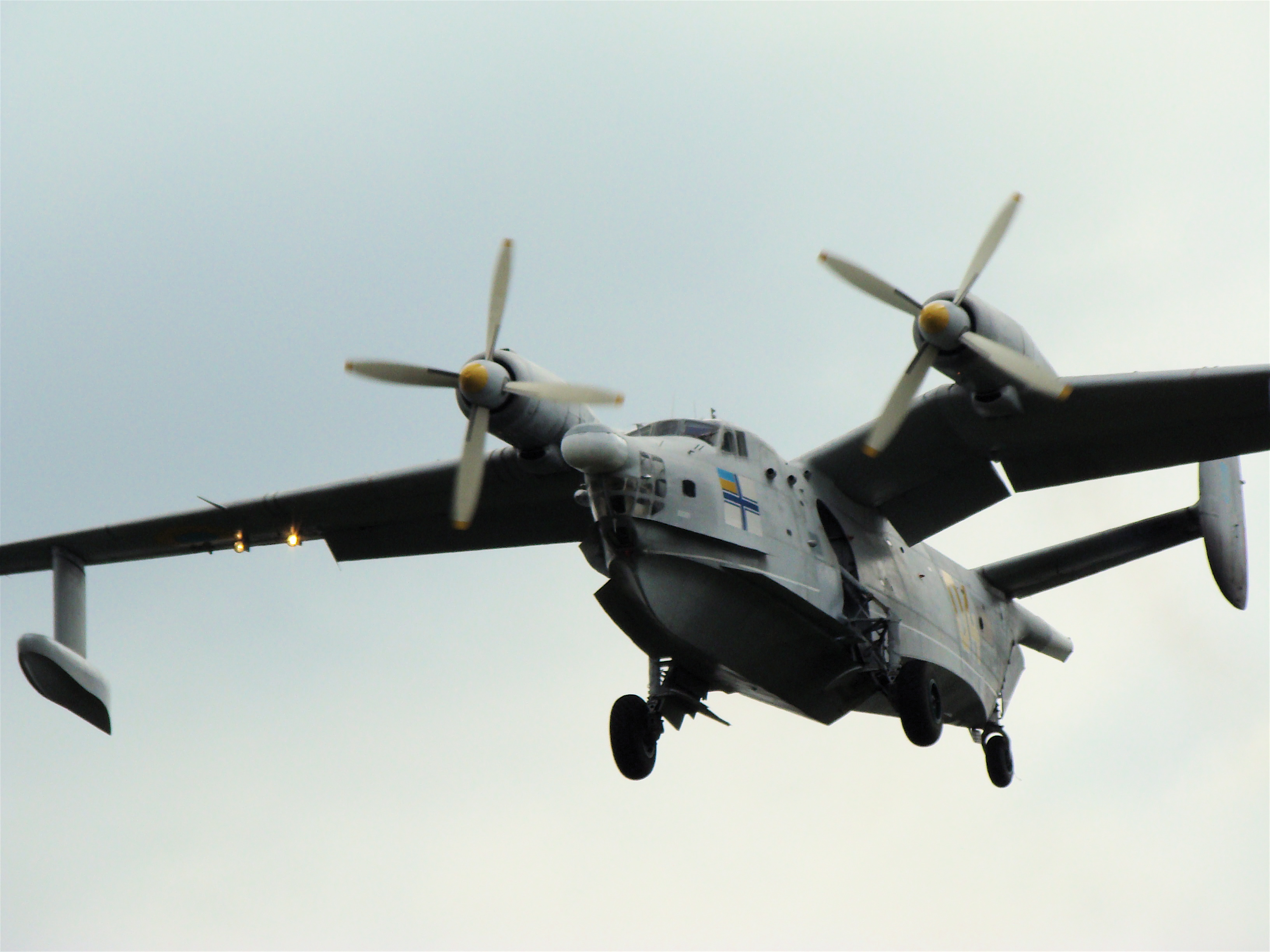
Бе-12 морської авіації ВМС України, 2009 рік.